# Штиоборани (Васлуј)
Штиоборани (рум. Știoborăni) насеље је у Румунији у округу Васлуј у општини Солешти. Oпштина се налази на надморској висини од 255 m.

## Становништво
Према подацима из 2002. године у насељу је живело 508 становника, од којих су сви румунске националности.